# Черрето-ди-Сполето
Черре́то-ди-Споле́то (итал. Cerreto di Spoleto) — коммуна в Италии, расположена в регионе Умбрия, в провинции Перуджа.
Население составляет 1158 человек (2008 г.), плотность населения составляет 15 чел./км². Занимает площадь 75 км². Почтовый индекс — 6040. Телефонный код — 0743.
Покровителем коммуны почитается святой Николай Чудотворец, празднование в Троицын день.

## Демография
Динамика населения:

## Администрация коммуны
- Официальный сайт: http://www.comune.cerretodispoleto.pg.it/